# Freeman Junction (Californie)
Freeman Junction, est une ville fantôme du comté de Kern, en Californie, aux États-Unis. Elle a d' abord été une propriété acquise en vertu de la loi Homestead, dans les années 1920 par Claire C. Miley, née en 1900. Par la suite, dans les années 1930 Freeman Junction fut transformé en un restaurant, puis une station essence. Freeman Junction vivait des activités reliées aux ressources minières qui étaient exploitées dans la région. En juin 1976, la ville fut abandonnée et devint morte, et infrastructures furent démontées et pillées.

## Histoire
Cette région était régulièrement utilisée comme lieu de campement par les Amérindiens, en attestent les fondations en mortier, qui restent sur le piton rocheux, situé près de la source.
En 1834, l'explorateur Joseph R. Walker (en), un montagnard et un éclaireur expérimenté visita le site après avoir traversé la Sierra Nevada via le col Walker. Walker fut connu pour avoir établi ce segment de la piste de la Californie  (California Trail). Elle fut la voie principale qu'empruntait les 250 000 fermiers et chercheurs d'or durant la ruée vers l'or,  pour se rendre dans les champs aurifères en Californie, de Fort Hall (Idaho) à la rivière Truckee. Au cours de l'hiver 1849-1850, quarante-neuf convois passèrent ici après s'être échappées de la Vallée de la Mort, et la voie tomba en désuétude à l'ouverture du Premier chemin de fer transcontinental à la fin des années 1860.

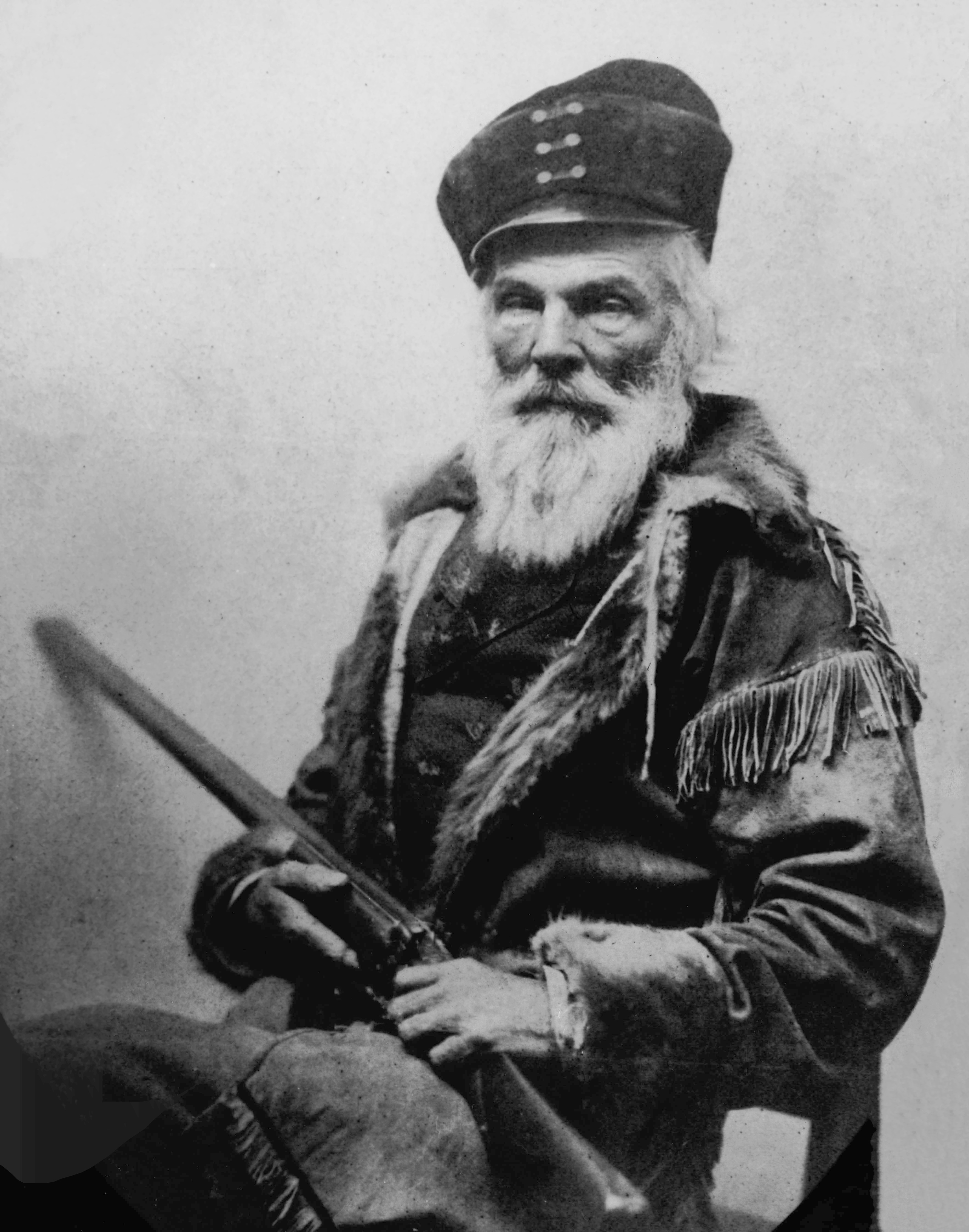
Joseph Walker photo Mathew Brady (1860)

Cette piste de la Californie finissait à French Camp qui devint un lieu d'échanges avec les amérindiens qui s'y rendaient, notamment lors de la grande foire annuelle, par centaines de personnes pendant parfois une semaine. Jusqu'à la conquête de la Californie mexicaine par les États-Unis en 1845, ce lieu avait une dénomination espagnole : « El Rancho del Campo de Los Franceses ».
A la fin de l'année 1873, Freeman S. Raymond, un prospecteur d'or, acheta et aménagea et un relais pour les diligences, à la jonction de l' ancienne route du Col Walker l'actuelle California State Route 178  avec l'ancienne route qui menait à Los Angeles l'actuelle California State Route 14 . La route du col Walker mène aux mines de Kern River , tandis que la route de Los Angeles continue plus au nord et à l’est jusqu'aux mines de Cerro Gordo, à Panamint City, et plus tard de Darwin et de Bodie , en Californie.

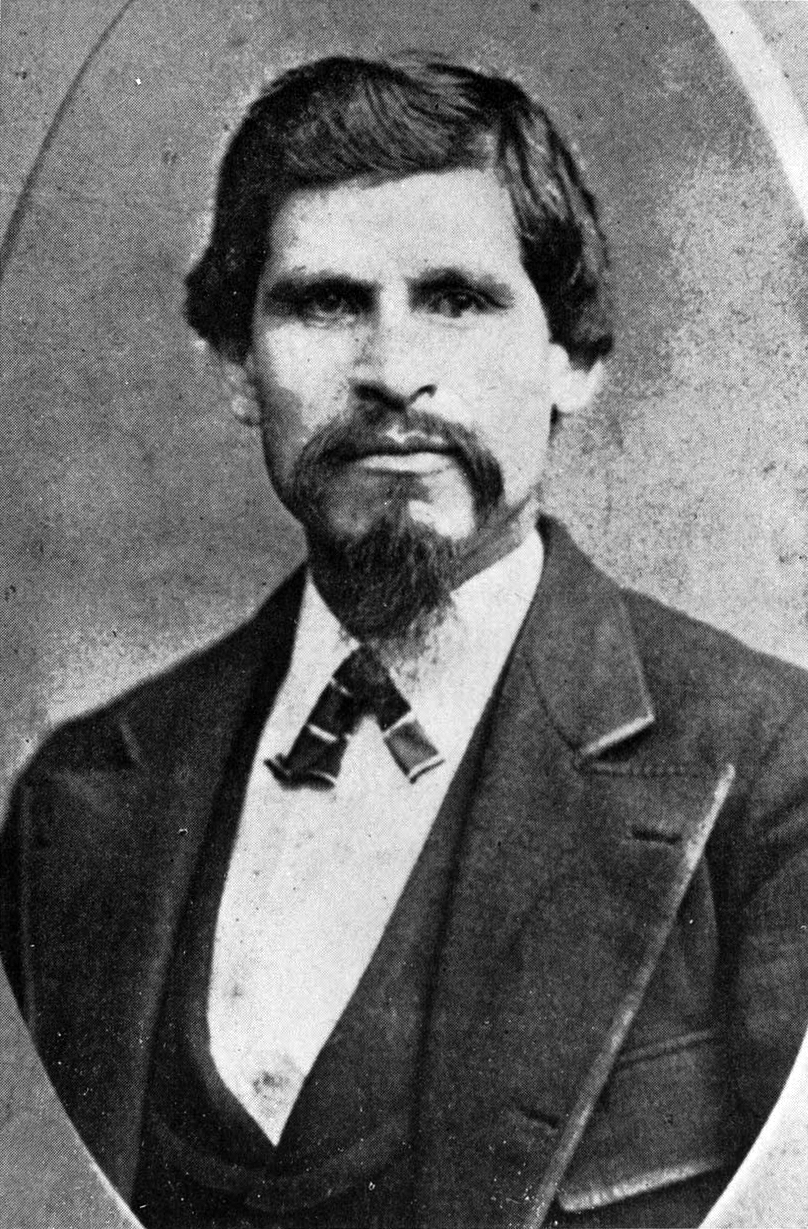
Tiburcio Vasquez

Le 25 février 1874,  Tiburcio Vásquez (en) et ses bandits ont détroussé plusieurs équipages et des wagons de fret à la gare de Raymond (alors appelée Coyote Holes). Le gang de Vasquez a également pris une embuscade et volé une diligence avant de s'échapper. Ils avaient apparemment découvert l'emplacement d'une formation rocheuse à proximité, maintenant connue sous le nom de Robber's Roost. Ce repaire fut une base de repli idéale, pour les hors-la-loi du sud-est de l'Utah, pendant plus de 30 ans, à la fin du XIXe siècle. Il se localisait le long du "Outlaw Trail", et il avait a été choisi en raison de ses multiples points de vue qui permettaient de repérer les éventuels mouvements.
Freeman S. Raymond continua d'exploiter le relais pour les diligences qui, après 1889 intégra la gestion d'un bureau de poste, jusqu'à sa mort, en août 1909. La station incendiée quelques années plus tard. L' aqueduc de Los Angeles traverse maintenant le site. Le projet d'aqueduc a été lancé en 1905, lorsque la population de Los Angeles a approuvé l'émission de 1,5 million de dollars d'obligations pour « l'achat de terres et de l'eau et de l'inauguration des travaux de l'aqueduc ». Le 12 juin 1907, une deuxième émission d'obligations a été acceptée pour accorder un budget de 24,5 millions de dollars au financement de la construction,.

## Monument historique de Californie

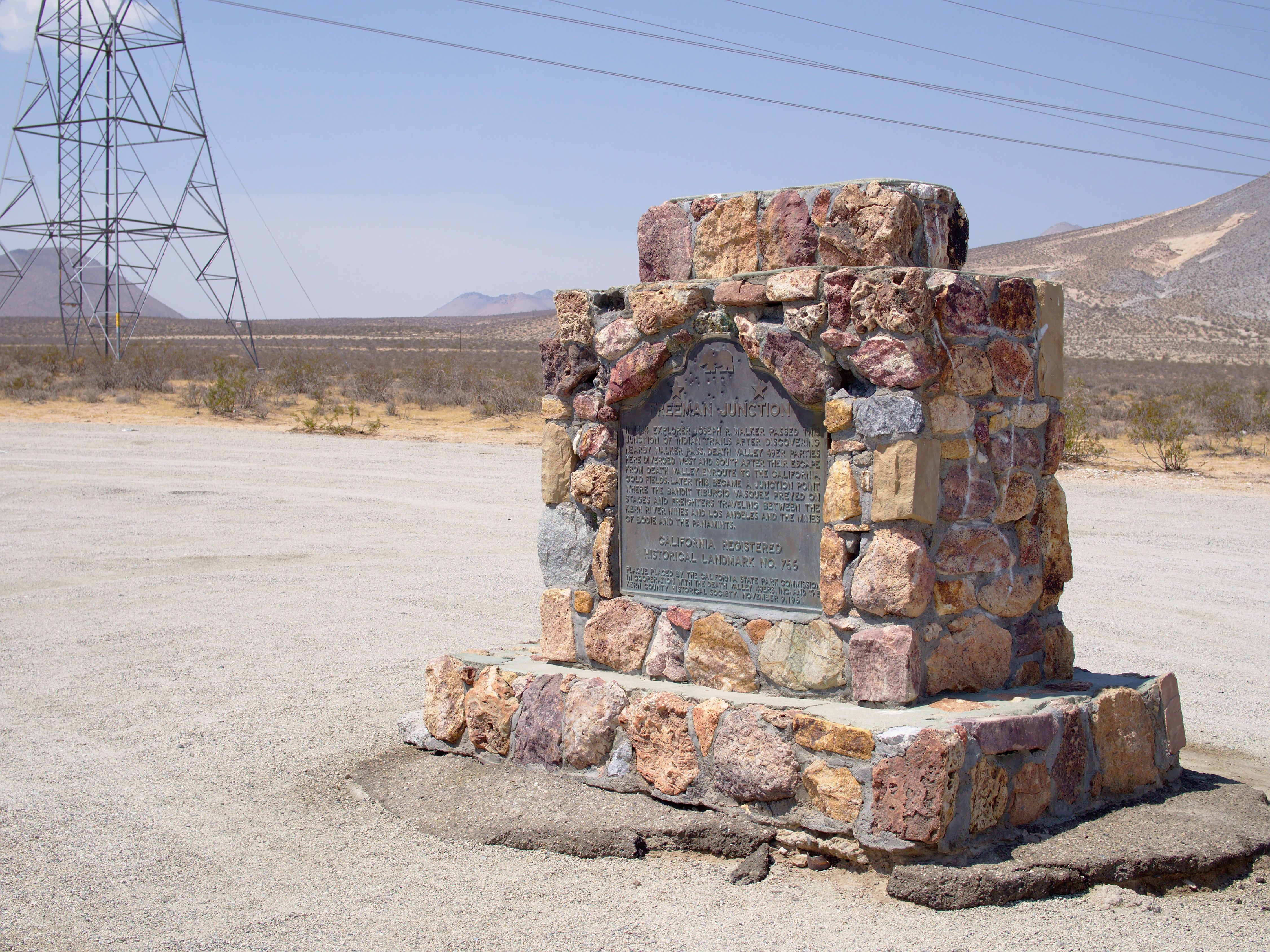
Monument historique de Californie n ° 766

Le California Historical Landmark  n ° 766  situé à proximité, à côté de California 178, à la vue du croisement avec California 14.